# RFK Novi Sad
RFK Novi Sad 1921 (serb.: РФК Нови Сад 1921)− serbski klub piłkarski z Nowego Sadu, miasta leżącego w Wojwodinie. Został założony w 1921 roku. Obecnie bierze udział w rozgrywkach Srpska Liga Vojvodina.